# Hans Hermann Schaufuss
Hans Herrmann Schaufuß, de son vrai nom Paul Richard Hans Schaufuß (né le 13 juillet 1893 à Leipzig, mort le 30 janvier 1982 à Munich) est un acteur allemand.

## Biographie
Venant d'une famille d'acteurs, il joue dans la troupe de son père. En octobre 1910, il a son premier engagement au Sommertheater de Mayen puis joue au théâtre de Trêves, à Bad Wildungen et à Wurtzbourg.
En octobre 1918, il a un engagement au Hamburger Kammerspiele. En 1922, il vient à Berlin et joue dans différents théâtres comme le Hebbel-Theater, le Deutsches Theater, le théâtre Lessing, le Freie Volksbühne ou le Schillertheater. Il joue aussi dans des cabarets. De 1950 à 1958, il fait partie de l'ensemble du Residenztheater à Munich. Il revient ensuite à Berlin et au Staatsoper Stuttgart.
Schaufuss est présent aussi au cinéma, mais dans des petits rôles et de la figuration. Il incarne le majordome, le médecin ou le fonctionnaire.
Ses fils Hans et Peter-Timm sont également acteurs.

## Filmographie partielle
- 1922 : Jimmy, ein Schicksal von Mensch und Tier
- 1922 : Don Juan
- 1924 : Les Finances du grand-duc
- 1928 : Paganini in Venedig
- 1930 : Die Lindenwirtin
- 1930 : Die blonde Nachtigall
- 1931 : Man braucht kein Geld
- 1931 : Wochenend im Paradies
- 1931 : Les Treize Malles de monsieur O. F. (Die Koffer des Herrn O.F.) d'Alexis Granowsky
- 1931 : Das Ekel
- 1931 : Der Herr Finanzdirektor
- 1931 : La Mouche espagnole (Die spanische Fliege) de Georg Jacoby :
- 1932 : Moderne Mitgift
- 1932 : Strich durch die Rechnung
- 1932 : Un drame à quatre sous
- 1932 : Was wissen denn Männer
- 1933 : Moi et l'Impératrice
- 1933 : Der Judas von Tirol
- 1933 : Les Fugitifs
- 1933 : Keine Angst vor Liebe
- 1934 : Rêve éternel
- 1934 : Der Herr der Welt
- 1934 : Alles hört auf mein Kommando
- 1934 : Lockvogel
- 1935 : Der mutige Seefahrer
- 1935 : Mazurka
- 1935 : Ich liebe alle Frauen
- 1936 : Boccaccio
- 1936 : Ein Mädel vom Ballett
- 1936 : Du même titre (Das Hofkonzert)
- 1937 : Un ennemi du peuple
- 1938 : Un soir d'escale
- 1938 : Diskretion Ehrensache
- 1939 : Salonwagen E 417
- 1939 : Der Florentiner Hut
- 1939 : Gold in New Frisco
- 1939 : Kongo-Expreß
- 1939 : Alles Schwindel
- 1940 : Les Rothschilds
- 1940 : Erreur douloureuse
- 1940 : L'Épreuve du temps
- 1940 : Le Président Krüger
- 1940 : Jenny Lind
- 1941 : Le Grand Roi
- 1941 : Frau Luna
- 1941 : Das andere Ich
- 1942 : Rembrandt
- 1942 : La Ville dorée
- 1942 : L'Implacable Destin
- 1942 : Zwischen Himmel und Erde de Harald Braun
- 1942 : Meine Frau Teresa
- 1943 : Bonjour l'acrobate
- 1943 : Famille Buchholz
- 1943 : Neigungsehe
- 1943 : Die Zaubergeige
- 1944 : Kolberg
- 1945 : Das kleine Hofkonzert
- 1949 : Quelle boniche !
- 1949 : Nachtwache
- 1950 : Die fidele Tankstelle
- 1951 : Hanna Amon (en)
- 1952 : Ferien vom Ich
- 1952 : Haus des Lebens
- 1953 : Son Altesse Royale (Königliche Hoheit)
- 1953 : Ich und Du
- 1953 : Brüderchen und Schwesterchen
- 1953 : Die blaue Stunde
- 1954 : Meines Vaters Pferde I. Teil Lena und Nicoline
- 1954 : Annette de Tharau
- 1954 : Clivia
- 1955 : Das Forsthaus in Tirol
- 1955 : Oh, diese lieben Verwandten
- 1956 : Kitty ou une sacrée conférence
- 1956 : Der Meineidbauer
- 1956 : IA in Oberbayern
- 1956 : Meine Tante – deine Tante
- 1957 : Monpti
- 1957 : Die Prinzessin von St. Wolfgang
- 1971 : Arsène Lupin saison 01, épisode 06
- 1975 : Ludwig Ganghofer : Der Edelweißkönig

## Crédit d'auteurs
- (de) Cet article est partiellement ou en totalité issu de l’article de Wikipédia en allemand intitulé « Hans Hermann Schaufuß » (voir la liste des auteurs).